# Winning Jah
Kingsley Eno Osagie  (más conocido popularmente por su nombre artístico Winning Jah, nacido  12 de diciembre de 1973  en Kano, Nigeria). Es un veterano cantante de reggae , compositor, ganador de múltiples premios y artista de la grabación. Conocido por su famosa canción "Deep sea". Él es muy famoso en el oeste de África y parte de Europa.
En 2017, el periódico Nigeria Independence Nigeria informó a nivel nacional que Winning Jah se convirtió de rastafari a su religión personal, que llamó "WinningJahrian", mientras que su álbum debut "Big Man" vendió más de 650,000 unidades en toda Nigeria, antes de que fuera prohibido. mercados nacionales y vendedores ambulantes locales, debido a crisis políticas. Su genere es Reggae, Dancehall fusion, lo llamó "Emababa beat" en Nigeria, en diciembre de 2017, ha cantando con Stephen Marley en su single titeled "Now I know Africa version" y la canción fue positivamente recibida por críticos de música en toda África.
Canta principalmente en  inglés ,  francés , italiano, pero también ocasionalmente en  otros idiomas locales en África 
Algunas de sus canciones más conocidas son:

## Discografía
- 2014: Djembejazz (Princeraseno)
- 2015: To Whom It May Concern (Featuring Naxis de Genesis)
- 2016: C-Krit
- 2017: Rude Boy
- 2017:  Chibok Girls Kidnapping
- 2017: Seafood (Featuring Dyckoy)
- 2017: Now I Know –Africa Version (Featuring Stephen Marley)

### Álbumes
- 1990: Big Man .
- 2016: Nouveau Business .
- 2017: Africa Inside Me.